# Anthodioctes vernoniae
Anthodioctes vernoniae là một loài Hymenoptera trong họ Megachilidae. Loài này được Schrottky mô tả khoa học năm 1911.